# Baya
Baya is een gemeente (commune) in de regio Sikasso in Mali. De gemeente telt 24.500 inwoners (2009).